# WDMA
WDMA (ang. Wavelength Division Multiple Access) - wielodostęp z podziałem długości fali.
System współdzielenia medium stosowany w technice światłowodowej. Do jednego światłowodu wpuszczane są fale o różnych częstotliwościach, którym przyporządkowuje się określoną szerokość pasma. Pozwala to na przesyłanie w tym samym czasie wielu informacji na różnych kanałach - długościach fali, dzięki czemu zwiększa się możliwa szybkość transmisji.
Zobacz też: optoelektronika